# Électroencéphalographie quantitative
L'électroencéphalographie quantitative est la quantification par des méthodes de traitement du signal électrique en physique des électroencéphalogrammes (EEG) et du rythme cérébral, qui sont enregistrés sur le cuir chevelu par des enregistreurs polygraphiques et numériques. Ces signaux électrophysiologiques ont été quantifiés ultérieurement par des méthodes et techniques d'analyse du signal comme la Transformée de Hilbert et l'analyse de modulation, les ondelettes qui sont de plus en plus sophistiquées. Toutefois l’analyse spectrale de Joseph Fourier de l’EEG, les potentiels évoqués, la cartographie EEG en haute et basse résolution, sont parmi les quantifications les plus utilisées en recherche, en neurosciences, en médecine et en psychologie. Cet article est une revue de 1924 à nos jours de l'électroencéphalographie quantitative qui est réalisée par des appareils spécialisés, des ordinateurs et des programmes spécifiques qui sont de plus en plus performants en imagerie cérébrale.

## Historique

### De Hans Berger à Zénon Drohocki
Dès 1924, le médecin neurologue allemand Hans Berger découvre l'activité électrique spontanée enregistrée sur le cortex (électrocorticogramme) d'un jeune garçon de 17 ans au cours d'une opération neurochirurgicale. Il découvre ensuite, et obtient, le tracé de l’activité électrique spontanée enregistrée sur le scalp à la surface du crâne humain et qu’il appelle l’électroencéphalogramme (EEG) ; découverte qu'il publie en 1929 (Berger, voir aussi Gloor et Mary Brazier). Il constate ensuite l’existence de deux rythmes cérébraux différents (associés à l'état d’éveil actif et d’éveil calme) qu’il dénomme respectivement alpha et beta. C’est sur les conseils de Hans Berger que Dietsch (1932) effectue une première décomposition manuelle en sinusoïdes simples, par analyse de séries de Fourier appliquée à de courtes périodes d’EEG. Mais les séries de Fourier sont applicables à des signaux périodiques déterministes et ce n’est pas le cas de l’électroencéphalogramme qui sera mieux étudié par la suite par l'analyse spectrale de Fourier.
Dès 1937, Zenon Drohocki décrit une première analyse quantitative de l’EEG, puis il développe au Collège de France une première technique d'électrospectrographie qui devient ensuite la méthode intégrative de l’EEG. Hans Berger en 1938 utilise et applique ensuite la méthode intégrative de Drohocki,.
L’électroencéphalographie et les différentes méthodes d’analyse quantitative de l’EEG se sont depuis développées de plus en plus à partir de méthodes du traitement du signal qui sont issues de la physique mathématique et des mathématiques, comme récemment les ondelettes. C’est ce dont témoigne tout d'abord, la publication en 16 volumes du Handbook of electroencephalography and clinical neurophysiology, qui s’est échelonnée sur six ans, et dont quatre volumes traitent de l’étude méthodologique de l’électroencéphalographie quantitative.

### William Grey Walter et le toposcope. Les nappes spatio-temporelles
Le neurophysiologiste britannique d'origine américaine William Grey Walter est un pionnier de la neurophysiologie, et aussi de la cybernétique. Il invente un toposcope fait de tubes cathodiques qui permettaient de visualiser des différences de phases de 22 dérivations EEG enregistrées simultanément pour des périodes successives de 0.25s. Ce toposcope (Walter et Shipton, 1951) peut être considéré comme l’ancêtre de la cartographie EEG (EEG brain mapping ou EEG topography) une cartographie cérébrale qui sera inventée ensuite à partir d’enregistrements simultanés de signaux EEG enregistrés sur le scalp. Rémond et Offner (en 1952), décrivent ensuite un appareillage analogue qui conduisit après à l’étude des nappes iso-potentielles bi-dimensionnelles sur la surface du scalp.

### Léonide Goldstein et la méthode intégrative de Zénon Drohocki
Le comte Zenon Drohocki perfectionne sa méthode intégrative de l’EEG en 1938, puis il réalise un premier intégrateur électronique en 1948 pour ce qui va devenir ensuite la méthode de l’électroencéphalographie quantitative. De nombreux travaux sont publiés ensuite à partir des intégrateurs de Drohocki. Cette méthode réduit considérablement les données de l’EEG tout en perdant l’information de fréquence et de phase. C’est une suite de mesures de tension efficace de l’électroencéphalogramme. Elle utilise un redresseur à double alternance suivie d’un intégrateur qui somme les amplitudes du signal électrophysiologique EEG sur une période de temps T qui peut être d’une seconde ou plus (2,53 s sur ordinateur ensuite), jusqu'à une minute. La suite de ces mesures successives, appliquée à des enregistrements EEG sur des temps longs (1 heure et plus), permet ensuite d'obtenir par des statistiques simples (moyenne (m), écart-type à la moyenne, coefficient de variation (C.V.)) qui caractérisent les EEGs enregistrés selon des protocoles spécifiques.

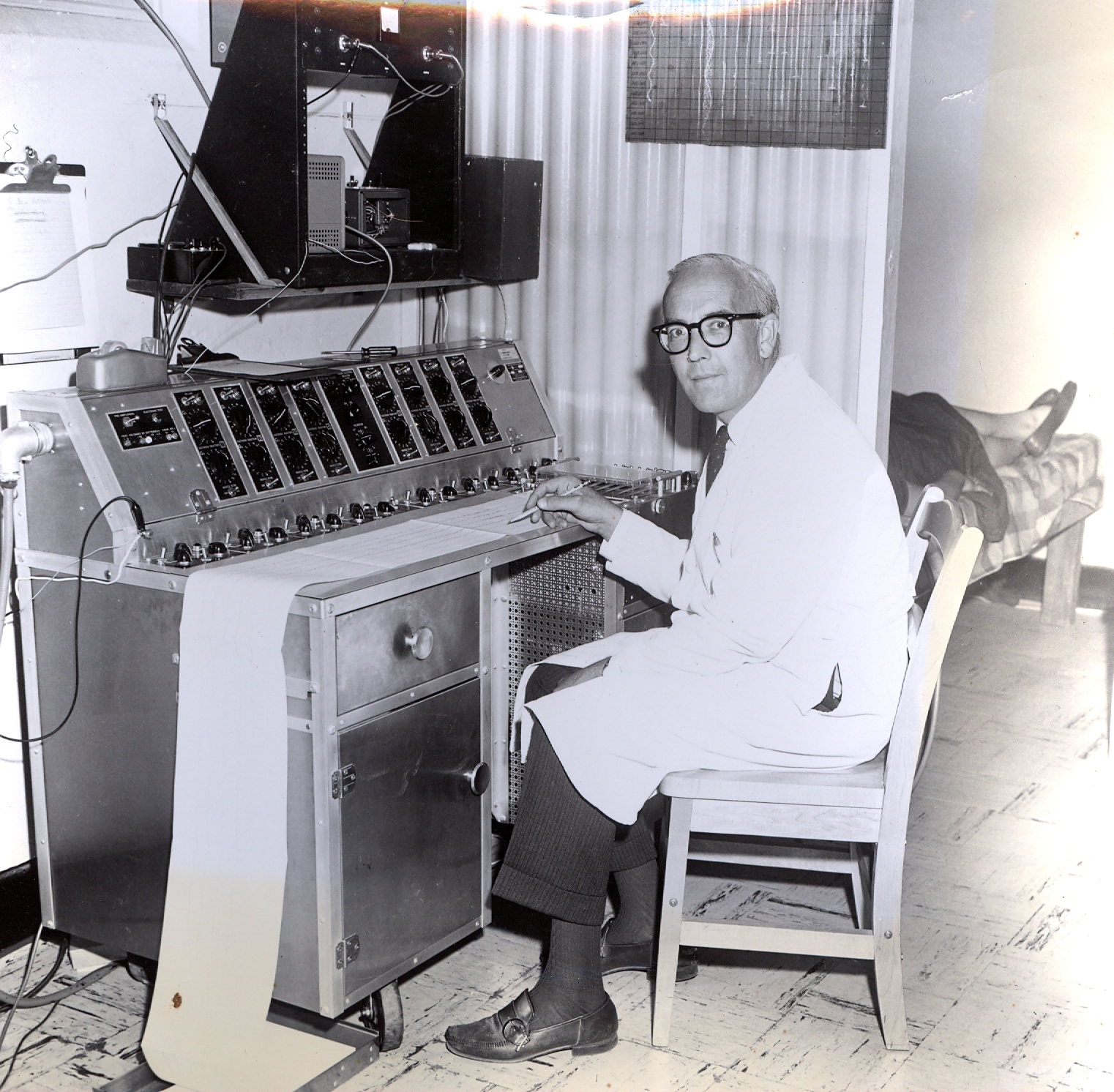
Le professeur Léonide Goldstein est devant son polygraphe Grass d'enregistrement EEG avec les deux intégrateurs de Drohocki au-dessus, situé dans le Neuropharmacology Dept, New Jersey Neuropsychiatric Institute (NJNPI) de Princeton en 1965.

Léonide Goldstein est en France le pionnier de l'électroencéphalographie quantitative qui a travaillé avec Zénon Drohocki au Collège de France à Paris avant la Seconde Guerre mondiale. Il part ensuite aux États-Unis avec des intégrateurs de Drohocki qui sont placés en dérivations de son polygraphe d'enregistrement EEG.
Léonide Goldstein lorsqu'il a travaillé avec Drohocki au Collège de France, a publié avec lui avant de poursuivre l'analyse intégrative de Drohocki en appliquant l'électroencéphalographie quantitative en neuropharmacologie et en psychiatrie au New Jersey Neuropsychiatric Institute (NJNPI) de Princeton qui est dirigé par Humphry Osmond. Léonide Goldstein est chercheur dans le département de neuropharmacologie du NJNPI qui est dirigé par le pharmacologue Carl Pfeiffer, et où Pierre Etevenon devient son collaborateur en 1966 après une formation postdoctorale auprès de lui en 1965. Pierre Etevenon publie ensuite les résultats trouvés à Princeton des changements de latéralité cérébrale, de la dominance hémisphérique des structures visuelles cérébrales du lapin, après administration de LSD,, d'amphétamine et de pentobarbital.

### De L'Institut Marey à l'introduction de l'informatique dans les neurosciences françaises
L'Institut Marey fut actif jusqu'en 1978 et sa disparition fut liée à l'extension des terrains de tennis de la Coupe Davis à Saint-Cloud en lisière du Bois de Boulogne. Le professeur Alfred Fessard créa en 1947 et dirigea en premier cet Institut de neurophysiologie générale dont les dessous de l'histoire sont mémorables. Alfred Fessard à l'Institut Marey a accueilli de nombreux chercheurs et visiteurs qui y vinrent au début de leur carrière comme Pierre Etevenon en 1966 de retour des États-Unis. Il fut à l'Institut Marey le précurseur de l'introduction de l'informatique dans les neurosciences françaises comme le décrit Elsa Bonnard en 2010 dans son mémoire en histoire et philosophie des sciences.      

## Les méthodes actuelles

### D.O. Walter et l’analyse spectrale, de modulation et de phase

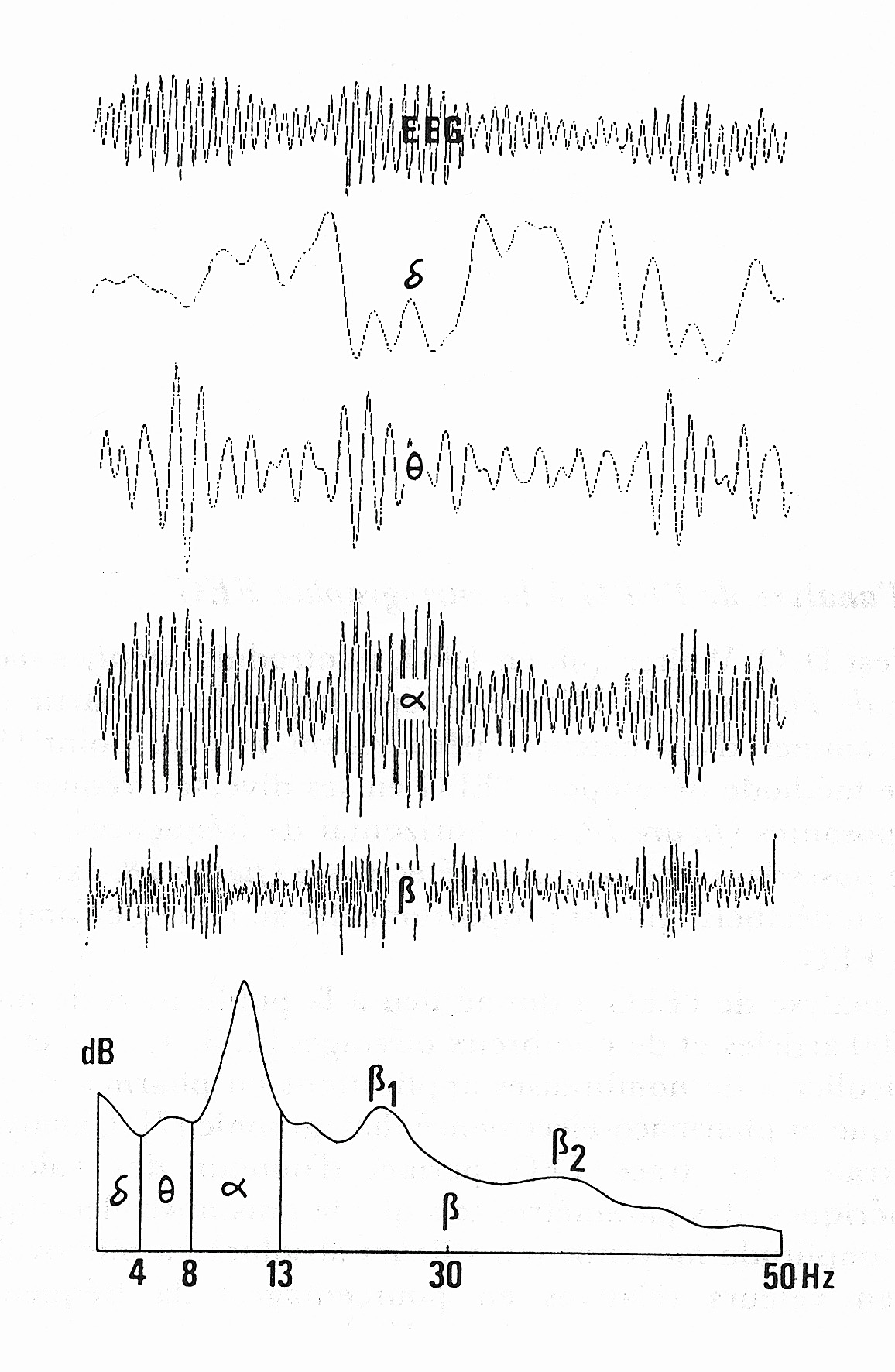
Analyse spectrale d'un tracé d'EEG d'éveil calme enregistré en occipital chez un sujet relaxé les yeux fermés. Le spectre de puissance calculé est représenté en déciBels (dB) en fonction des fréquences (Hz). L'EEG est décomposé en activités électriques selon les bandes de fréquences qui correspondent aux portions du spectre de puissance (delta, theta, alpha, beta).

Le baron Joseph Fourier (1769- 1830) est célèbre en physique avec l’équation de Fourier, les formules de Fourier, les séries de Fourier, l’intégrale de Fourier, la transformation de Fourier, la Transformée de Fourier rapide (ou Fast Fourier Transform, FFT). L’analyse de Fourier s’applique en biologie et spécialement en électroencéphalographie quantitative avec l’analyse spectrale des électroencéphalogrammes. La théorie de Fourier s’applique en électrophysiologie, chaque fois qu’il s’agit d’extraire un signal temporel x(t) tel qu’un signal EEG, à partir d’une observation y(t) qui est obtenue par un appareil comme un polygraphe qui enregistre les rythmes cérébraux des activités électriques spontanées que sont les tracés au cours du temps des électroencéphalogrammes. Alors il est possible d’écrire l’équation y(t) = a*x(t), avec a qui est lié à l’appareil d’enregistrement. On est ensuite amené à résoudre une équation telle que (Transformée de a)*(Transformée de x) = (Transformée de y) où intervient partout la transformée de Fourier rapide de a, de x(t), et de y(t) qui sont alors dans le domaine fréquentiel et qui permettent d'obtenir ensuite l'analyse spectrale de x(t).
Donald O. Walter à UCLA, Los Angeles, est un mathématicien devenu électrophysiologiste qui met au point de nouvelles méthodes d’analyses de l’EEG, utilisées par exemple pour les enregistrements EEG des astronautes dans l’espace. Il applique d’abord l’analyse spectrale par transformée de Fourier rapide aux signaux EEGs recueillis simultanément sur le scalp. Mais cette méthode suppose que les signaux EEGs soient stationnaires, ce qui n’est pas le cas si sur une période de 20 s de tracés EEGs il y a des périodes d’éveil actif avec des rythmes rapides beta (de 13 à 35 Hz en fréquence) et gamma (de 35 Hz à au-dessus), et aussi des périodes d’éveil calme avec des rythmes alpha plus lents (de 8 à 13 Hz) et de plus grande amplitude, sinon encore des périodes de stade 1 d’endormissement, de somnolence, avec des rythmes rapides de plus faibles amplitudes avec une activité et rythme theta (de 4 à 7 Hz). Dans ce dernier cas l’EEG n’est plus stationnaire et D.O. Walter applique une démodulation complexe, bien connue et appliquée en radioélectricité et en géophysique, pour obtenir l’analyse de modulation à partir de l’enveloppe de l’EEG et aussi pour séparer cette modulation de l’analyse de phase de ces signaux EEGs non stationnaires. Par la suite en 1977 Etevenon, dans sa thèse puis dans High Temporal Resolution Dynamic Mapping of Instantaneous EEG Amplitude Modulation after Tone-burst Auditory Stimulation décrit une nouvelle méthode analogue en appliquant à l’EEG non stationnaire la Transformée de Hilbert dans le domaine fréquentiel à la place de la Transformée de Fourier rapide. Ces dernières méthodes sont décrites, discutées et approfondies par John S. Barlow en 1993.

### L’électroencéphalographie quantitative pour l’étude des psychotropes, en psychiatrie et neurologie
L’électroencéphalographie quantitative a été beaucoup utilisée et pendant des décennies, pour l’étude des profils et des caractérisations des effets des produits psychotropes. Ces études ont été conduites chez des volontaires sains dans le cadre de phases d’essais cliniques avant AMM puis mise sur le marché par les sociétés pharmaceutiques. Ces mêmes études en fait l’objet de protocoles chez des patients en psychiatrie, et neurologie, comme en médecine de ville, afin de rechercher les effets de traitements institués, les habituations, les résistances, sinon même l'accoutumance et la dépendance. Chez des sujets volontaires sains l'étude d'EEG quantitative par analyse spectrale a précisé le profil analeptique d'activation cérébrale locale de la caféine. De même le Delta 9-tétrahydo-cannabinol ou T.H.C. qui est le principe actif du chanvre indien, le cannabis, entraîne chez des sujets volontaires sains des stades successifs de sommeil léger de stade 1 d'endormissement suivis de sommeil paradoxal. Voir encore l'ouvrage collectif de Kunkel et Dolce, avec en particulier l'article de Max Fink. Voir aussi l'ouvrage collectif et l'article de Turan Itil.
Deux sociétés savantes ont été créées : l'International Pharmaco EEG Group (IPEG) fondé en 1980 qui est devenu l'International Pharmaco-EEG Society dont le 19th Biennal Meeting a eu lieu en 2016 aux Pays-Bas ; puis l’International Society for Brain Electrical Activity (ISBET) qui a promulgué des Recommandations pour l'EEG quantitative et les potentiels évoqués.
De nombreux articles et aussi des ouvrages entiers spécialisés ont été écrits et publiés. Qu'il s'agisse de la pharmaco-encéphalographie quantitative ou de l'électroencéphalographie quantitative en psychiatrie, en neurologie, sur l'épilepsie avec la recherche des pointes ondes, et plus récemment en neuropsychologie.

### Analyse automatique des enregistrements d’éveil et de sommeil. L'onirologie
Un autre champ d’application de l’électroencéphalographie quantitative est celui de l’analyse automatique des enregistrements d’éveil et de sommeil qui étaient effectués précédemment pendant des heures à partir des blocs de papier pliés en continu et en éventail pour les enregistrements polygraphiques des EEGs et des signaux polygraphiques comme pour l'électromyogramme des muscles du menton (EMG), l’électrocardiogramme (ECG), les électro-oculogrammes (EOG), les respirations, la pression partielle d'oxygène (pO2), etc. Des appareils spécialisés ont été réalisés pour obtenir à domicile chez les patients des enregistrements de sommeil exploitables ensuite sur ordinateur, de la même manière qu’un holter en cardiologie. Plus rares sont les études de cartographie EEG au cours d’une nuit de sommeil. Les premières études ont permis d’obtenir des documentaires (films, VHS, DVD) à partir d’images de synthèse de cartes EEG prises toutes les 2,56 secondes pendant une nuit enregistrée en laboratoire, avec des phases d'éveil au début puis des stades de sommeil avec des d’épisodes de sommeil paradoxal pendant lesquels la plupart du temps le dormeur vit subjectivement un état de rêve dont il rapporte le souvenir de rêve s’il est réveillé à la fin d’un épisode de sommeil paradoxal (Rapid Eye Movement, REM).
Carte EEG de sommeil paradoxal

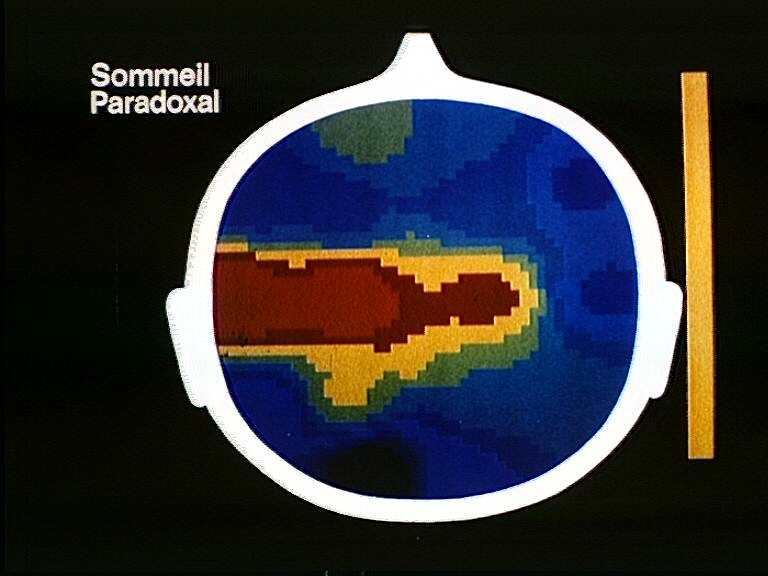
La carte EEG de 2,56s de sommeil paradoxal, selon Pierre Etevenon, est représentée la tête vue de dessus, nez en haut. Les aires en rouge sont activées avec de faibles amplitudes EEG. Les aires en bleu sont relaxées, avec de plus grandes amplitudes de l'EEG enregistré sur le scalp.

Plusieurs articles de presse ont cité cette image comme une carte de rêve, ou carte des songes. L’auteur de cette Carte EEG de sommeil paradoxal a rectifié ce titre en rappelant que le sommeil paradoxal enregistré en EEG est un état physiologique et non le rêve vécu subjectivement la plupart du temps simultanément par le rêveur. Cette précision a été ensuite reprise par la suite dans d'autres revues,.
À partir des années 1990, des recherches nouvelles ont permis de préciser les aires cérébrales, puis plus précisément les réseaux d’assemblées de neurones qui sont co-activés ou inhibés lors des différents stades de sommeil, pendant un cycle de sommeil de 90 minutes : stade 1 d’endormissement, stade 2 de sommeil confirmé avec fuseaux de sommeil (15 Hz), stades 3 et 4 de sommeil à ondes lentes (activités lentes delta de 1 à 4 Hz), puis de sommeil paradoxal. Le sommeil paradoxal a fait l'objet de nombreux ouvrages et articles dont particulièrement les articles et le livre d'Allan Hobson et les articles et le livre de Pierre Maquet et collaborateurs.
Le neurobiologiste français Michel Jouvet raconte en 2013 dans son dernier livre l’histoire scientifique du sommeil paradoxal qu’il a découvert : ce cinquième état de sommeil s’accompagne dans 80 % des réveils du dormeur d’un vécu subjectif de récits de rêves. Il présente ensuite dans ses Mémoires d’un onironaute, à la fin de son dernier livre, un bilan des 1 755 récits de rêves qu’il a notés et souvent dessinés dans 22 gros cahiers de son onirothèque commencée en 1970. Pierre Etevenon est un neurobiologiste qui a aussi rédigé une onirothèque depuis 1970 à partir de 3 200 récits de rêves insérés dans un journal quotidien à multiples entrées. Il a publié en 2013 un nouveau modèle de compréhension des rêves qui est multidimensionnel et qui est explicité ensuite par 141 récits de rêves. Patricia Garfield est une psychologue en Californie qui a, dès 15 ans, noté et souvent dessiné ses récits de rêves jusqu’à en collectionner 25 000 et dont le premier livre est devenu une référence en onirologie.

### Les potentiels évoqués. Évènements synchronisés et désynchronisés de l'EEG
Les potentiels évoqués sont évoqués par des stimulations codifiées répétitives qui peuvent être externes — nerfs périphériques, stimuli sensoriels : auditifs et musicaux, visuels, somesthésiques : toucher, chaleur ou froid, olfactifs, douleur : nociceptifs, etc. —, ou bien internes — cognitifs : P300, tâches mentales, facteurs émotionnels, etc. —. Ils font partie des explorations fonctionnelles du système nerveux qui sont pratiquées quotidiennement en clinique au début des années 1990, comme dix ans avant en recherche avancée dans ce domaine électrophysiologique qui ne cesse de se développer.
Une autre méthode qui a été développée par Gert Pfurtscheller et Aranibar à Graz en 1977, consiste à étudier de brefs événements électriques EEG qui sont quantifiés après des stimuli spécifiques. Ces événements EEG sont dits désynchronisés — éveil transitoire — ou synchronisés — relaxation, inhibition de l’éveil transitoire — pendant de brèves périodes de 250 ms ou 125 ms (« Event Response Desynchronisation » : ERD, « Event Response Synchronisation » : ERS). Cette méthode est souvent appliquée en neuropsychologie,.

### Roy E John, Frank H. Duffy et la cartographie EEG
La cartographie du cerveau appelée en France cartographie EEG (Brain EEG mapping) s’est développée rapidement avant l’imagerie cérébrale fonctionnelle métabolique (IRMf, TEP ou PET-scan). Elle est moins bien résolue spatialement mais mieux temporellement. Les premières cartes EEG ont été réalisées avec de premiers casques d’enregistrements EEG (de type par exemple Electrocap) qui comportaient peu d’électrodes d’enregistrements simultanés. Ce casque correspondait au montage standard sur le scalp, dit montage d'électrodes du 10-20 system (EEG) qui est toujours couramment utilisé en électroencéphalographie.

Vingt-et-une électrodes du système international 10-20 pour EEG.

Dans les années 1970-1980 la cartographie EEG a donné lieu à de nombreux articles internationaux et ouvrages, congrès, conférences, , etc. Dans l'ouvrage collectif édité par Frank Duffy en 1986 après un premier congrès à New York sur la cartographie EEG, Etevenon publie un chapitre des résultats d'une tâche simple de calcul mental qui active spécifiquement le carrefour cortical temporo-pariéto-occipital de l'hémisphère gauche chez l'homme.
En 1991 un premier Atlas of Brain Mapping est publié par Konrad Maurer et Thomas Dierks.

### Le développement de la cartographie EEG
Des modèles ont encore été proposés en neurosciences comme pour la latéralisation hémisphérique,,, et pour simuler les électroencéphalogrammes et les analyser.
Des algorithmes mathématiques transposés de la géophysique (problème inverse résolu par les équations de Levinson) ont été appliqués aux enregistrements d’électrodes EEG de surface à haute résolution ou densité (64, 128 électrodes sur le scalp, comme le casque Geodesic EEG Sensor de la société EGI, pour permettre ensuite de rechercher et de visualiser les générateurs profonds sous-corticaux des rythmes principaux observés en EEG et aussi sur le cortex cérébral. De nouvelles publications,, sont apparues à partir de cette avancée technologique majeure. Cette méthode nouvelle de recherche des générateurs corticaux et profonds sous-corticaux est d’autant plus précise que le nombre d’électrodes de dérivations EEG a augmenté : de 48 en basse densité d'électrodes, à 64 et 128 électrodes EEG en haute densité ou résolution d'analyse ultérieure sur ordinateur.

## Le futur des nouvelles méthodes

### En neurosciences et en clinique
Les progrès des recherches récentes en imagerie cérébrale sont considérables et au-delà du cadre de cet article. Des ouvrages grand public sont écrits par des spécialistes de neurosciences. En Belgique, Steven Laureys a publié en 2015 un livre sur Les états limites de la conscience qui décrit les progrès de l'imagerie cérébrale en clinique, en réanimation particulièrement, et avec tous les problèmes d'éthique que cela pose. Ce médecin neurologue et clinicien-chercheur, se consacre à l'étude des altérations de la conscience chez des patients qui sont sévèrement cérébrolésés, maintenus en vie en soins intensifs bien que parfois proches de la mort cérébrale. En plus de l'examen clinique primordial, il utilise toutes les  techniques d'imagerie cérébrale comparées et qui sont associées à d'autres techniques récentes.
L'imagerie cérébrale électrophysiologique qui est celle de l'électroencéphalographie quantitative moderne, et aussi la plus récente imagerie de la magnétoencéphalographie (MEG), est non-invasive pour le sujet enregistré. Elle permet avec un grand nombre de capteurs d'enregistrements (48 au moins, 64, 128, 256 canaux au plus en haute densité) de mettre en évidence des générateurs corticaux et/ou sous-corticaux des sources EEG ou MEG. Cela est réalisé par des programmes de traitement des signaux électrophysiologiques.
Cette imagerie électrophysiologique est progressivement fusionnée en recherche avancée avec l'imagerie métabolique du fonctionnement cérébral et aussi l'imagerie morphologique des structures cérébrales anatomiques (CT-scan ou Scanner radiologique qui est une méthode radioactive invasive). D'autre part la stéréoencéphalographie permet d'implanter dans le cerveau de multiples électrodes étagées et cette méthode électrophysiologique est appliquée à la détection des aires cérébrales profondes impliquées dans l'épilepsie ainsi que dans la maladie de Parkinson et d'autres troubles neurologiques qui peuvent être traités ensuite par des stimulations électriques intracraniennes spécifiques.  
Les résultats de l’imagerie cérébrale fonctionnelle métabolique  (IRMf, TEP ou PET-scan), et son prolongement récent l'IRM-DTI qui permet de visualiser les faisceaux de matière blanche dans le cerveau (par la méthode dite du tenseur de diffusion), peuvent être encore comparés avec la cartographie EEG à haute densité d'électrodes laquelle peut être encore associée à la stimulation trans-crânienne à courant direct (t-DCS).
Enfin, après tous les examens précédents effectués et comparés entre eux, l’association avec l’interface cerveau-machine et le neurofeedback (la rétroaction biologique) permet de préciser encore plus si le cerveau d'un patient cérébrolésé est en état de mort cérébrale ou non.

### Les dynamiques neuronales et l'interaction sociale
À la fin de cet article nous allons présenter deux voies de recherches trans-disciplinaires récentes. Ce sont des exemples de l'électroencéphalographie quantitative  qui ont ensemencé des expériences nouvelles et imprévues qui ouvrent des perspectives tant sociales que médicales.
Le premier exemple est celui de l'étude des dynamiques neuronales qui permet de comprendre ce qui se passe entre deux sujets qui entrent en interaction imitative synchrone et simultanée. Cela se poursuit ensuite par la description de modèles de compréhension du comportement et de l'intégration sociale.
Le deuxième exemple présente d'autres articles publiés par le Département de psychologie de l'Université de Chicago, de 2009, 2014, puis 2015, qui montrent l'influence de l'isolation sociale sur les comportements en société et les changements fonctionnels cérébraux après des stimuli sociaux. Jean Decety étudie aussi à Chicago l'empathie et les neurosciences sociales.
L'avenir de ces recherches est multidisciplinaire et multicentrique. C'est l'exemple de l'article publié dans Nature Reviews Disease Primers en 2020 sur le thème central du Trouble du spectre de l'autisme. Cet article de synthèse appréhende l’autisme dans différentes disciplines, aux États-Unis, en Grande-Bretagne et en France.

### Des états de conscience altérés aux états modifiés de conscience
Parler de conscience puis d’état de conscience altéré ou d'état modifié de conscience, fait appel à de nombreuses catégories différentes et un article à ce sujet revient à faire de la sélection transversale parmi différents domaines de connaissances. Dès 1954 Alfred Fessard du Collège de France à Paris publie un article fondateur qui parle des mécanismes de l’intégration nerveuse et de l’expérience consciente. En 1958 Kasamatsu et ses collaborateurs présentent une première étude au Japon sur les effets de la méditation za-zen. Ils poursuivent leurs recherches pendant des années avec des groupes de pratiquants za-zen sélectionnés et publient ensuite un important article qui montre que la méditation za-zen n’est ni un état d’éveil, ni un état de sommeil, et qu’elle présente des caractéristiques particulières.
C’est en 1969 que le psychologue américain Charles Tart publie un livre aux États-Unis sur Les états altérés de conscience qui incluent pour lui les hallucinations, les états de méditation, les états mystiques, l’hypnose, les transes et les rêves. En 1970 une première bibliographie de Beverley Timmons et Joe Kamiya tous deux chercheurs au Langley Porter Psychiatric Institute de San Francisco, présentent 400 références à propos de la psychologie et de la physiologie de la méditation et des états de conscience associés.  Toujours en 1970 Wallace soutient une thèse aux États-Unis sur les effets de la méditation transcendantale (M.T.) qui est suivie d’un article dans Science.
Roland L. Fischer en 1971 publie un autre article dans Science qui présente un modèle de cartographie de la méditation selon deux voies, l’une proche de l'enstase et l’autre de l’extase selon les termes de Mircéa Eliade. Toujours dans  les années 1970 une série d’articles par Wallace et Benson ont été publiés à partir de la pratique de « la méditation transcendantale » qui est la répétition (japa) pendant 30 minutes de syllabes (mantras) qui entraîne une profonde relaxation avec diminution de la tension artérielle et du taux de lactate circulant dans le sang, ce qui peut être considéré comme anti-stress et anti-fatigue. En 1973 à Toulouse, Jean-Paul Banquet a publié ensuite un article avec des résultats obtenus précédemment à Boston d'analyse spectrale d'enregistrements EEG chez 12 sujets pratiquant la méditation transcendentale (M.T.) qui furent comparés à un groupe témoin. Benson se sépare ensuite de Wallace en observant que la simple répétition du mot One (Un en français) produit les mêmes effets et il publie ensuite un livre sur ces résultats. Puis Benson continue de publier à Boston des recherches sur les effets physiologiques de la méditation, comme en 2005 et ensuite.
En 1972 à Paris au Centre Hospitalier Sainte-Anne, Etevenon et collaborateurs enregistrent en EEG quantitative les tracés électroencéphalographiques du moine zen Taisen Deshimaru Roshi et de ses élèves, assis pendant 30 minutes de méditation za-zen, en observant que l’activité cérébrale alpha est augmentée et reste hyper-stable dans le temps. Ces chercheurs publient ensuite dans La Recherche sur « Les états de conscience modifiés volontairement » puis un article de recherche médicale est ensuite publié des résultats d’électroencéphalographie quantitative après analyse spectrale de ces tracés EEG qui sont en accord avec des précédents articles japonais sur les effets de la méditation za-zen. Pour le chercheur Pierre Etevenon les états modifiés de conscience (E.M.C.) ne sont ni des états altérés pathologiques, ni non plus des états de sommeil tels que le stade 1 d’endormissement ou le stade de sommeil paradoxal. Aujourd’hui ces deux premiers articles de 1972-73 sont considérés comme des études préliminaires de cas uniques.
En tant qu'état modifié de conscience il existe encore des grands rêves encore appelés dans l'antiquité des songes. C'est le cas de rares rêves prémonitoires qui peuvent alors être expliqués par un nouveau modèle de compréhension des rêves, modèle qui tient compte aussi de la synchronicité selon Jung et de Robert Hopcke.     
L’association ARTEMOC a organisé à Paris des Colloques en 2008 et 2009 sur les états de conscience modifiés puis publié un rapport pour le CNRS. Le Forum des sciences cognitives à Paris organisé en 2013 au Campus des Cordeliers portait sur ce thème des états de conscience altérés et modifiés  dont l’historique fut présenté en introduction par Pierre Etevenon avant que Jean-Pierre Changeux ne parle de la conscience chez l’homme. 
Ces recherches se sont multipliées à tel point que la base de données américaine sur la méditation de l’Institute of Noetic Sciences (IONS) comporte fin 2016 presque 7 000 références dont 4 000 à propos des différents types de méditation. L'hypnose est étudiée dans de très nombreux articles comme plus récemment l'étude en imagerie cérébrale d'une transe chamanique volontairement induite de Corine Sombrun qui a été enregistrée en EEG quantitative au Canada par Pierre Flor-Henry (en) et publiée ensuite, font partie de ces recherches d'états de conscience modifiés. Antoine Lutz est un chercheur français INSERM en neurosciences à Lyon, dont la thèse de neurosciences fut effectuée (au LENA dirigé par Antoine Rémond) à l’hôpital de la Salpêtrière à Paris. Il est parti à Madison aux États-Unis où il a d'abord poursuivi sa carrière en enregistrant en imagerie cérébrale (EEG quantitative, IRM fonctionnelle et signal BOLD) des méditants bouddhistes experts (comme Matthieu Ricard) et il a publié une trentaine d’articles sur ce sujet dont un premier article dans PNAS en 2004. Ce domaine de recherche des états modifiés de conscience est en pleine expansion et fait l’objet de nombreuses discussions et controverses. Il faudra du temps et de la persévérance pour que ces nouvelles recherches, qui sont basées sur les progrès des neurosciences et particulièrement de l'imagerie cérébrale la plus récente, puissent être publiées dans des ouvrages grand public, plus complets ou plus rigoureux que ceux disponibles à ce jour.

### Brain Computer Interfaces
Un nouveau domaine de recherche appelé Brain Computer Interfaces (BCI) ne cesse de croître comme le montre l'article collaboratif de Carmen Vidaurre et al.